# West Loch Pier

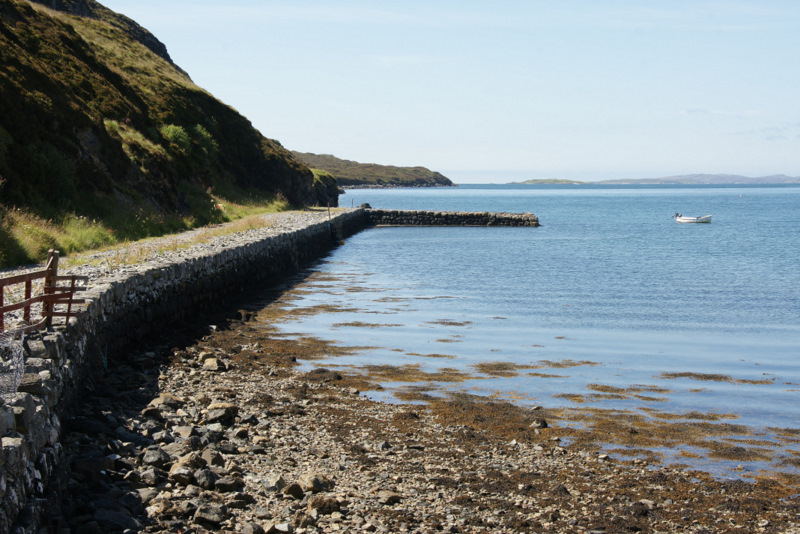
West Loch Pier

Der West Loch Pier ist eine Hafenanlage in der schottischen Ortschaft Tarbert, dem Hauptort der schottischen Hebrideninsel Harris. 1994 wurde das Bauwerk in die schottischen Denkmallisten in der Denkmalkategorie C aufgenommen.

## Geschichte
Historisch war das an der Südspitze Harris’ gelegene Rodel Hauptort der Insel. Tarbert entstand 1779 als Fischersiedlung. Im frühen 19. Jahrhundert bestand die Siedlung aus nur wenigen Cottages. Der für Fischerei und Handel bedeutende West Loch Pier am West Loch Tarbert datiert auf das späte 18. bis frühe 19. Jahrhundert. Der Schiffsanleger im East Loch Tarbert, der als Fähranleger dient, stammt hingegen aus dem 20. Jahrhundert.

## Beschreibung
Die Hafenanlage am West Loch Tarbert am Westrand der Ortschaft ist über die Old Pier Road von der A859 zugänglich. Der Kai verläuft entlang der Südküste der Bucht. Von diesem geht in spitzem Winkel ein kurzer Pier ab. Das Mauerwerk der Anlage ist aus grob bearbeitetem Feldstein aufgemauert.

## Haus am West Loch Pier
Am West Loch Pier befindet sich ein denkmalgeschütztes Gebäude. Das eingeschossige Cottage stammt vermutlich aus dem frühen 20. Jahrhundert und weicht architektonisch von dem üblichen Design dieses Gebäudetyps ab. Die zentral in die drei Achsen weite Hauptfassade eingelassene Eingangstüre schließt mit einem Oberlicht, das später ergänzt worden sein könnte. In das Mauerwerk sind vierteilige Sprossenfenster eingelassen. Das abschließende Satteldach ist mit gemauerten, giebelständigen Kaminen ausgeführt.